# Senár
Senár (někdy také uváděný jako trimetr nebo jambický trimetr, případně jambický senár) je řecká a později římská veršová forma, užívaná téměř výlučně v časoměrném verši (do češtiny a dalších jazyků ale bývá překládán přízvučně). Nejčastější formou je jambický verš o šesti úplných stopách, přičemž liché stopy mohou být nahrazeny za spondej a prvních pět stop za tribrachys. Poslední stopa ale při všech záměnách musí být jambická. Po třetí nebo čtvrté stopě je často cézura, není to ale závazným pravidlem. Schéma senáru bez uvažování záměn je tedy u-u-u-u-u-u-. Senár je tradičním veršem antického dramatu, zejména tragédie, často ale i komedie, užívá se především v dialogických pasážích, protože je možné ho snadno rozdělit na více částí.